# Ortografia da língua portuguesa
A ortografia da língua portuguesa é o sistema de escrita padrão usado para representar a língua portuguesa. A ortografia do português usa o alfabeto latino de 26 letras complementado por sinais diacríticos. Atualmente, a ortografia oficial da língua portuguesa é aquela consubstanciada no Acordo Ortográfico de 1990, que entrou em vigor no ano de 2009 e é a norma legal que rege a ortografia oficial em Portugal, desde maio de 2015, em Cabo Verde desde outubro de 2015 e no Brasil, a partir de 31 de dezembro de 2015.

## Princípios ortográficos: fonético vs. etimológico
O princípio fonético dos alfabetos estipula que cada letra deve representar um único som e que cada som deve ser representado por uma única letra. Na prática, a relação entre letras e sons é imperfeita na maioria das línguas, sendo impossível de ser plenamente atingida em idiomas como o português, nos quais o número de fonemas é maior que o número de grafemas que os representem.
O princípio fonético também enfrenta obstáculos pela tendência natural de a língua falada se modificar com o tempo, deixando o sistema de escrita obsoleto. O princípio etimológico preza a manutenção de grafias não fonêmicas em nome da memória da origem e evolução das palavras.
Uma ortografia perfeitamente fonética é possível no caso de línguas de poucos falantes e sem grande variação linguística (variações dialetais ou socioletais), mas deixa de ser desejável no caso de idiomas com uma grande distribuição geográfica (como o português). Nesse caso, é impossível uniformizar a escrita, pois uma grafia torna-se fonética para uma variante do idioma, mas não para outra.
Assim, no caso do português, para escrever foneticamente, por exemplo, o número "20", poderiam eventualmente usar-se as escritas bint, vint, vintchi, vinte, vinti, conforme fosse escolhida a pronúncia popular do Porto, de Lisboa, do Rio de Janeiro, de Curitiba ou de Luanda. Isto demonstra que, para uma grande língua, a escrita totalmente fonética não é viável. Há escritas, como a escrita chinesa, que adotam um sistema logográfico, em que a grafia é entendida por todos, inclusivamente por falantes de diferentes línguas, como o cantonês ou o mandarim. Entretanto, essa escrita apresenta o inconveniente de ter milhares de grafemas para reproduzir a riqueza lexical de um idioma.
A ortografia da língua portuguesa adota o meio-termo. As palavras são apresentadas não de maneira completamente fonética, mas aproximadamente fonética. Cada palavra terá, então, um aspecto reconhecido imediatamente por todos os falantes alfabetizados da língua, mas que não impeça que cada palavra escrita seja pronunciada de modo diferente em cada região.

## Irregularidades
A ortografia portuguesa tem, por um lado, sons representados por mais de uma letra, e, por outro, letras que podem representar mais de um som. Algumas dessas irregularidades existem para todos os falantes do português, mas a maioria só vale para alguns dialetos.

### Irregularidades supradialetais

#### Duplas homofônicas
- G ou J: quando vêm antes de e e i, são pronunciados da mesma forma. Seu uso é determinado somente pela origem das palavras.
  - O J é preferido no lugar do G na escrita de palavras indígenas brasileiras e nas palavras africanas: acarajé, jiboia, jiló, pajé, Jirau, caboje (ou caborje), jenipapo, Jequiriti, jerimum, etc. (Por essa regra, as cidades de Bagé e Mogi das Cruzes deveriam ser grafadas com J, mas os habitantes dessas cidades preferiram manter a grafia histórica, com G.)
  - O G é preferido no lugar do J na escrita de palavras de origem árabe: agi (peregrino que faz o Haje, a peregrinação a Meca), alfageme, alfange, álgebra, algema, algeroz, algibebe, algibeira, almargem, argelino (e Argel e Argélia), auge, gengibre, gergelim, gesso, gibão, Gibraltar, Gidá (segunda maior cidade da Arábia Saudita), ginete, giz, girafa, hégira, etc.
- X ou CH: o X é preferido em palavras de origem indígena, africana e árabe: abacaxi, maxixe, orixá, xadrez, xamã, xará, xavante, xaria , xador, xingar, enquanto o CH é preferido nas adaptações de palavras do latim ou de outras línguas derivadas do latim, ou mesmo germânicas: achar, chave, chuva, flecha, mancha, gaúcho, salsicha, etc.
- S ou SS ou X : o x em muitas palavras soa como a letra s, tanto em seu valor sonoro (como em exemplo e exumação) como em seu valor surdo (como em próximo).

#### Polifonias
- E e O : cada uma dessas letras representa duas vogais diferentes, uma aberta (/ɛ/ e /ɔ/) e outra fechada (/e/ e /o/). Na escrita, geralmente não há indicação, como se verifica na homografia de besta /ɛ/ (arma antiga também chamada de balestra) e besta /e/ (animal quadrúpede).
- QU e GU : desde 1945 em Portugal e 2009 no Brasil, essas sequências antes de E ou I podem representar tanto /k/ e /g/ quanto /kw/ e /gw/. O U é pronunciado em equino (relativo a cavalo), mas não em equino (ouriço-do-mar do gênero Echinus).
- X : entre vogais, pode ter quatro valores: /ʃ/, /ks/, /z/ e /s/ (peixe, sexo, exemplo, próximo). O dicionário Houaiss reconhece também um valor fonético adicional, /gz/, existente somente como uma de três possibilidades de pronúncia no prefixo hexa (como em hexaedro).

#### Letras mudas
- H : letra sem valor fonético próprio em português. Aparece nos dígrafos ch, lh e nh, em algumas interjeições, e em começo de palavra para preservar a escrita de origem (em latim era escrito para representar o som /h/, como nas línguas germânicas atuais).

### Irregularidades dialetais
As irregularidades seguintes ocorrem na pronúncia de algumas regiões, mas não de outras.

#### Homofonias
- B vs. V : no norte de Portugal e na Galiza, b e v são ambos pronunciados como o b no restante do mundo lusófono, tornando boa e voa homófonos.
- E vs. I, O vs. U : em posição átona, e pode ser pronunciado como i,[nota 1] e o, como u,[nota 2] tornando júri homófono de jure (exceto em partes do Sul do Brasil e em Portugal). A ocorrência desse fenómeno fora de fim de palavra (tornando cumprimento homófono de comprimento) é um traço frequentemente associado ao português europeu, mas também ocorre em muitos dialetos brasileiros,[nota 3] embora em menor escala.
- Lvs. U : em quase todo o Brasil, l em fim de sílaba é pronunciado como u, tornando mal e mau homófonos.
- LI vs. LHI : em algumas regiões do Brasil, ambos são pronunciados como "lhi", tornando velinha e velhinha homófonos.
- S/SS vs. C/Ç : pronunciadas identicamente na maior parte do mundo, ainda se diferenciam em partes do norte de Portugal[nota 4] (especificamente Trás-os-Montes e Alto Minho): c ( antes de e ou i)/ç são pronunciados /s/ (como no Brasil e no sul de Portugal), enquanto s/ss representam o som distinto /s̺/ (um fonema que acusticamente parece estar entre o "s" de saia e o "x" de xadrez,[1] e que é o som da letra S também no espanhol de Castela). Isso faz com que paço e passo não sejam pronunciados da mesma forma. No galego (considerado por muitos uma variante da língua galego-portuguesa, tal como o português, ainda na atualidade), c antes de e e i pode pronunciar-se como /θ/ (o fonema do dígrafo "th" em inglês). Na ortografia portuguesa, o Ç foi abolido em começo de palavra onde etimologicamente deveria figurar: sapato, em vez de çapato. O Ç é sempre preferido em lugar de SS na escrita de línguas ágrafas, como as indígenas brasileiras, ou na transliteração, como do árabe (Iguaçu, madraçal, Moçambique).
- S vs. Z : originalmente, e ainda nos dialetos transmontanos e alto-minhotos, se pronunciam distintamente; nessas regiões, z se pronuncia /z/, e s entre vogais, /z̺/ (um som intermediário entre o z de zero e o j de jarro). No português padrão, cozer é homófono de coser, e paz, de pás. A ortografia portuguesa desautorizou o uso de z em fim de sílaba átona ou antes de consoante, exceto nos advérbios em -mente (como vorazmente). Assim, escreve-se Cádis em vez de Cádiz e asteca em lugar de azteca.
- SC/SÇ/XC : no português europeu padrão, essas sequências são pronunciadas /ʃs/. No Brasil e em partes de Portugal, são pronunciadas assim como C/Ç, tornando decente e descente homófonos.
- X vs. CÇ : nos dialetos em que ç é homófono a s, o cç de ficção não se diferencia do x de fixo.
- X vs. CH : originalmente, e ainda em regiões do norte de Portugal[nota 5] (especificamente Alto-Minho e Trás-os-Montes), além da Galiza, x representa /ʃ/, enquanto ch representa /tʃ/; no resto da Lusofonia, ambos representam /ʃ/, tornando xá e chá homófonos. Como regra de aplicação, o x é usado depois de ditongos (caixa, trouxa), depois de en- (enxurrada, enxoval) exceto quando a palavra é derivada de outra já com ch (cheio-encher-enchimento, charco-encharcar), nas palavras de origem indígena, africana ou asiática (xará, muxoxo, xeque), e nas palavras de origem inglesa originalmente escritas com sh (xampu, xerife, sendo chute uma exceção consagrada pelo uso).
- X vs. S : no Brasil, extrato e estrato se pronunciam da mesma forma, sendo o X e o S equivalentes. Em Portugal, no entanto, podem ser pronunciadas diferentemente. Nesse país, o prefixo "ex" varia de pronúncia entre /eis/ e /is/, enquanto "es" só se pronuncia /is/. Segundo Gonçalves Viana, a pronúncia varia entre dialetos, entre indivíduos e entre contextos de fala num mesmo indivíduo.
- Ditongos: os ditongos decrescentes ai, ei, oi e ou[nota 6] têm pronúncia variável nos países de língua portuguesa; em grande parte dos dialetos, um ou mais deles podem ser pronunciados como monotongos, tornando cera homófono de seira. Por outro lado, em muitos dialetos do Brasil, certos monotongos podem ser pronunciados como ditongos, fazendo más ser pronunciado como mais.

#### Polifonias
- S entre consoante e vogal: irregularmente, S tem valor sonoro ([z] ou [z̺]) em obséquio e em palavras com o prefixo trans- seguido de vogal, como transação, transe, trânsito e transobjetivo. A regra é o S ter valor surdo entre consoante e vogal, como se verifica em observar. Muitos falantes o pronunciam sonoro em subsídio e subsistência, embora essa pronúncia seja tradicionalmente considerada incorreta.[2] O S soa surdo em palavras formadas pelo prefixo trans- e outra palavra iniciada por S, como transexual (trans + sexual) ou transiberiano (trans + siberiano); nesses casos, só não se grafa SS porque esse dígrafo só é permitido entre vogais.[nota 7] Em consequência disso, é necessário que o falante conheça a etimologia da palavra para inferir a pronúncia de palavras como transeção.

Essa irregularidade não existe para os galegos, que não costumam sonorizar o S (casa se pronuncia /kas̺a/ e não /kaz̺a/).

#### Letras mudas
- Consoantes mudas: nos países que não o Brasil, até a entrada em vigor do Acordo Ortográfico, em 2009, eram grafadas consoantes que não eram pronunciadas, na maior parte dos casos, c e p nas sequências cç, ct, pç e pt. Em muitos casos era possível prever a partir da fala a articulação dessas consoantes nos casos em que marcavam a abertura da vogal precedente.[nota 8] Mesmo nesses casos, no entanto, não era possível saber se a letra a articular era c ou p tendo como referência somente a fala.[nota 9]

#### Fonemas não grafados
Em muitos dialetos, certos encontros consonantais são frequentemente desfeitos na oralidade com a introdução de uma vogal epentética entre as consoantes. Essa vogal não é registrada na escrita. No Brasil o fonema introduzido é /i/, fazendo com que segmento seja pronunciado assim como seguimento.

## História
Ao contrário de outras grandes línguas europeias, como o espanhol, que nos fins do século XV encontrou em Antonio de Nebrija o seu codificador, tanto da grafia como da gramática, e mesmo do italiano que, após diversas vicissitudes, acabou por receber forma gráfica definitiva entre os séculos XII e XVIII, o português manteve até ao princípio do século XX uma pluralidade de grafias não padronizadas, por regra, inspiradas na etimologia. De acordo com o filólogo Giuseppe Tavani, em linhas gerais, a história da ortografia portuguesa pode dividir-se em três períodos:

### Do século XIII a meados do XVI: ortografia fonética
Este primeiro período é genericamente caracterizado por uma adesão da escrita à pronúncia.
Foi no século XIII que começaram a se estabelecer certas tradições gráficas na jovem língua vernácula. O Testamento de Afonso II, de 1214, já utilizava ch para a consoante fricativa [tʃ] — ex.: Sancho, chama (pronunciado: Santcho, tchama) —, consoante diferente do [ʃ], ao qual se aplicava a grafia x. Este ch, de origem francesa, já era usado em Castela com o mesmo valor. Para a nasal palatal [ɲ] e a lateral palatal [ʎ] só após 1250 começaram a se usar as grafias de origem provençal nh e lh; ex.: ganhar, velha.
No entanto, a falta de um acordo mínimo entre os escribas tornou-se responsável pelas muitas incongruências dos textos antigos, podendo um mesmo som ser representado de modos diversos ou sons diferentes serem representados por uma única forma gráfica. Por exemplo, tal como actualmente, o som [ɡ], a oclusiva velar sonora, era representado por g antes de a, o, u e por gu antes de e e i; mas é frequente depararmos com uma troca de signos: gerra em vez de guerra, algem por alguém, língoa em vez de língua, amigua em vez de amiga, alguo em vez de algo. Analogamente, qu era usado para representar a oclusiva velar surda, o som [k], não só antes de vogal palatal (e e i), mas também de vogal gutural (a e o): cinquo por cinco, nunqua por nunca (talvez pela proximidade com as formas latinas quinque e nunquam). Outras incongruências surgem no uso indistinto de g, gi e j para representar a fricativa palatoalveolar sonora, [ʒ], (agia por haja, mangar por manjar e fugo por fujo); de i, y e j (aya por haja, iulgar por julgar, oye por hoje, ljuro por livro); de m, n e til (ãno e año por anno, camĩho por caminho, cimco por cinco, grãde por grande, hũildade por humildade, tẽpo por tempo, razõ por razom). Entre outros fins, o til era também usado em vez do m intervocálico para economizar espaço.
De notar ainda, na ortografia arcaica, o singular uso do h depois de certas consoantes com o valor de i semivocálico (sabha por sabia, mha por mia) e o amplo uso de vogais duplas, inicialmente provocado pela perda de uma consoante intermédia, mas depois recurso gráfico para indicar uma vogal tónica. O uso de grafias como escripto por escrito, feicto por feito, em que p e c eram sinais gráficos desprovidos de qualquer valor fonético, e de nocte em vez de noite, em que o c era lido como i, mostram como a influência do latim se fazia sentir ainda antes do século XVI.
Apesar das suas imprecisões e incoerências, a grafia do galego-português medieval era notavelmente mais regular e fonética do que aquela que prevaleceu em português nos séculos subsequentes.

### Do Renascimento ao início do século XX: ortografia etimológica

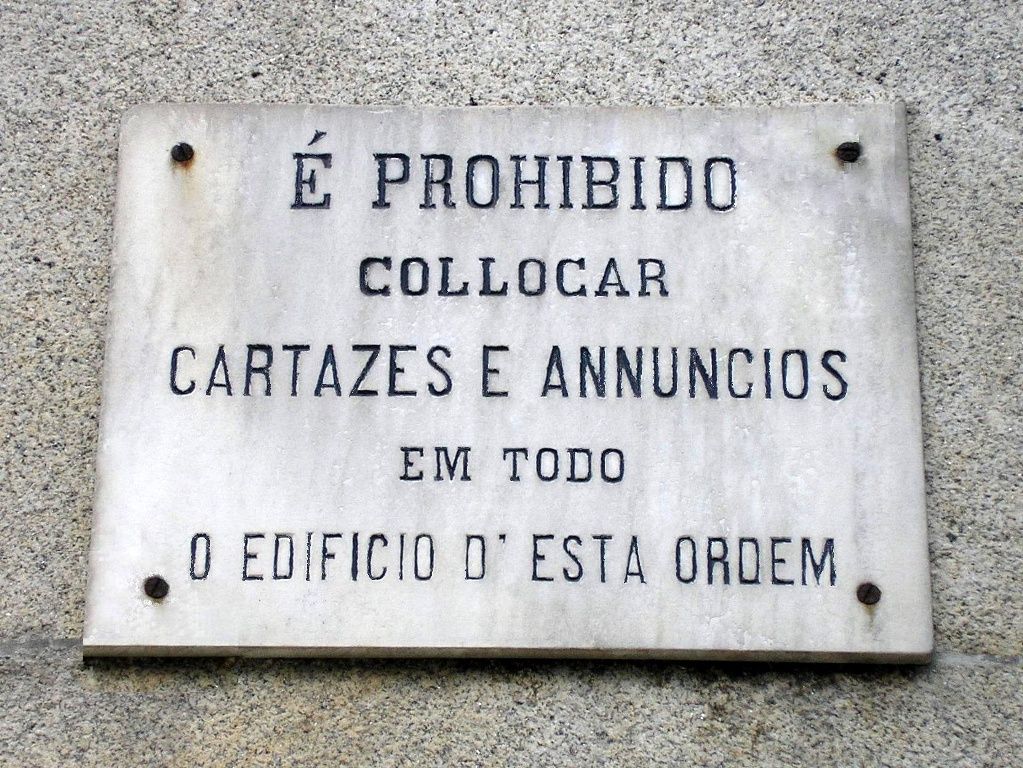
É prohibido collocar cartazes e annuncios em todo o edificio d'esta ordem: aviso anterior a 1911 na parede da Igreja do Carmo, na cidade do Porto.

A partir do século XVI, com o despertar dos estudos humanísticos, difundiu-se o uso de grafias etimológicas (ou pseudo-etimológicas), denotando o desejo de justificar as palavras vernáculas através das suas antecedentes latinas ou gregas, genuínas ou imaginadas.
O aparecimento da tipografia contribuiu para tornar cada vez mais correntes as novas grafias, abundantes em ch (com valor de [k]), ph, rh, th e y nas palavras de origem grega (archaico, phrase, rhetorica, theatro, estylo, etc.) e ct, gm, gn, mn, mpt nas palavras de origem latina (auctor, fructo, phleugma, assignatura, damno, prompto), não faltando, também, as falsas etimologias, como a de tesoura escrita thesoura, por sugestão de thesaurus, quando o étimo é tonsoria.
Esta ortografia, inicialmente teorizada por Duarte Nunes de Leão na sua Orthographia da lingoa portuguesa, de 1576, veio a culminar no século XVIII sobretudo pela obra de Madureira Feijó, Orthographia, ou Arte de Escrever, e pronunciar com acerto a Lingua Portugueza, de 1734, apogeu da defesa da etimologia na ortografia portuguesa.
Assim, restauraram-se no português não só letras que tinham deixado de existir, como também, em alguns casos, os sons correspondentes, como por exemplo o g de digno (quando o corrente anteriormente era escrever e pronunciar dino). Enquanto a Real Academia Espanhola reformava a ortografia no século XVIII fazendo prevalecer o princípio fonético, a "Academia Real das Sciencias de Lisboa" consagrava a etimologia como supremo princípio ortográfico. Talvez fosse influenciada, nessa política, pela ortografia francesa ou talvez, mais provavelmente, pelo desejo de tornar a língua portuguesa, até no plano gráfico, a mais diferenciada possível da espanhola.
No entanto, houve sempre gramáticos a criticar, até com aspereza, esta tendência.

### Dos finais do século XIX aos nossos dias: reformas ortográficas
Em 1885, Aniceto dos Reis Gonçalves Viana publica as Bases da ortografia portuguesa propondo uma simplificação da ortografia vigente, de base essencialmente etimológica.
Na mesma linha, uma comissão da Academia Brasileira de Letras, após acirrada discussão, aprova em 1907 uma reforma ortográfica que, no entanto, ficou praticamente circunscrita às publicações da própria Academia.
Com a implantação da república em Portugal, a 5 de outubro de 1910, foi nomeada uma comissão — constituída por Gonçalves Viana, Carolina Michaëlis, Cândido de Figueiredo, Adolfo Coelho, Leite de Vasconcelos, entre outros — para estabelecer uma ortografia simplificada a adotar nas publicações oficiais e no ensino, que foi oficializada por portaria de 1 de setembro de 1911.
A Reforma Ortográfica de 1911 — a primeira oficial em Portugal — foi profunda e modificou completamente o aspeto da língua escrita, aproximando-o muito do atual, fazendo desaparecer muitas consoantes dobradas, os grupos ph, th, rh, etc. Representa um retorno, parcial, à ortografia fonética da Idade Média, de que se diferencia, no entanto, pela uniformidade com que é aplicada.
A oficialização desta nova ortografia não se fez sem resistências em Portugal, mas a maior polémica em seu torno estalou no Brasil. Apesar de já existir há longo tempo no Brasil uma forte corrente foneticista, que se batia pela simplificação ortográfica, o não envolvimento brasileiro na reforma portuguesa teve o efeito contrário de reforçar as correntes tradicionalistas, ficando os dois países com ortografias completamente diferentes: Portugal com uma ortografia reformada, o Brasil com a velha ortografia etimológica.
Em 1915, a Academia Brasileira de Letras chega a harmonizar a sua ortografia com a portuguesa, resolução logo revogada em 1919.
Em 1924 a Academia das Ciências de Lisboa e a Academia Brasileira de Letras começaram a procurar uma ortografia comum, firmando-se um acordo preliminar em 1931 que praticamente adotava a ortografia portuguesa de 1911, iniciando-se assim um longo processo de convergência das ortografias dos dois países. Contudo, os vocabulários que se publicaram, em 1940 (Academia das Ciências de Lisboa) e 1943 (Academia Brasileira de Letras), continham ainda algumas divergências. Por isso, houve, ainda em 1943, em Lisboa, uma convenção ortográfica, que deu origem ao Acordo Ortográfico de 1945. Este acordo tornou-se lei em Portugal por decreto ainda em 1945, mas no Brasil não foi ratificado pelo Congresso; e, por isso, os brasileiros continuaram a regular-se pela ortografia do Formulário Ortográfico de 1943.
Em 1971, no Brasil, e em 1973, em Portugal, são promulgadas alterações que aproximam a grafia dos dois países, suprimindo-se os acentos gráficos responsáveis por 70% das divergências entre as duas ortografias oficiais (nos homógrafos e nos vocábulos derivados com o sufixo -mente ou iniciado por -z-). Em 1975, as duas Academias chegam a acordo, o qual não foi contudo transformado em lei, em parte devido ao período de convulsão política que se vivia em Portugal. Em 1986, o presidente José Sarney do Brasil tentou resolver o assunto e promoveu um encontro dos sete países de língua portuguesa no Rio de Janeiro. Deste encontro, saiu um acordo ortográfico que não foi por diante devido à enorme contestação que gerou, nomeadamente a propósito da supressão da acentuação gráfica nas palavras esdrúxulas (ou proparoxítonas), ou seja deixaria de haver distinção gráfica entre palavras como música/musica, fábrica/fabrica, análise/analise, cópia/copia, cágado/cagado etc. Este último exemplo foi amplamente divulgado em Portugal e no Brasil, à época, pelos opositores da mudança.
Em 1990, em Lisboa, a Academia das Ciências de Lisboa, a Academia Brasileira de Letras, representes de Angola, Cabo Verde, Guiné-Bissau, Moçambique e São Tomé e Príncipe, com a presença de uma delegação de observadores da Galiza, assinam o Acordo Ortográfico de 1990.
O Acordo Ortográfico de 1990 fez realidade a adoção de uma ortografia comum a toda a lusofonia, reconhecendo as diferentes variedades e admitindo certas grafias duplas. Por exemplo: facto e fato, secção e seção, António e Antônio, bebé e bebê, amnistia e anistia. Mas sempre ótimo (e nunca óptimo), direção (e nunca direcção), ideia (e nunca idéia), frequência (e nunca freqüência), voo (e nunca vôo).

### Cronologia das reformas
- 1907 – A Academia Brasileira de Letras aprova uma ortografia simplificada a usar nas suas publicações.
- 1911 – Reforma Ortográfica de 1911, a primeira reforma ortográfica oficialmente aprovada em Portugal, publicada no Diário do Governo, n.º 213, 12 de setembro de 1911.
- 1931 – Primeiro acordo ortográfico por iniciativa da Academia Brasileira de Letras e aprovado pela Academia das Ciências de Lisboa, em Portugal publicado no Diário do Govêrno, n.º 120, I Série, 25 de maio de 1931.
- 1943 – Publicado no Brasil o Formulário Ortográfico de 1943 contendo as normas definidas pela Academia Brasileira de Letras, entre as quais, a supressão de consoantes mudas. Estas normas aproximaram a grafia oficial brasileira da portuguesa, mas mantiveram-se algumas diferenças.
- 1945 – Convenção Ortográfica Luso-Brasileira de 1945 ou Acordo Ortográfico de 1945, adotado em Portugal, mas não no Brasil. Em Portugal publicado como decreto n.º 35.228 no Diário do Governo, 8 de dezembro de 1945.
- 1971 – Lei n.º 5765 de 18 de dezembro, no Brasil, suprimiu o acento circunflexo na distinção dos homógrafos, responsável por 70% das divergências ortográficas com Portugal, e os acentos que marcavam a sílaba subtónica nos vocábulos derivados com o sufixo -mente ou iniciados por -z-.
- 1973 – Decreto-Lei n.º 32/73 de 6 de fevereiro, em Portugal, suprimiram-se os acentos que marcavam a sílaba subtónica nos vocábulos derivados com o sufixo -mente ou iniciados por -z-, como já se havia feito no Brasil.
- 1975 – A Academia das Ciências de Lisboa e a Academia Brasileira de Letras elaboraram um projeto de acordo que não foi aprovado oficialmente.
- 1986 – Da reunião de representantes dos, na época, sete países de língua portuguesa (CPLP) no Rio de Janeiro resultaram as Bases Analiticas da Ortografia Simplificada da Lingua Portuguesa de 1945, renegociadas em 1975 e consolidadas em 1986 que nunca chegaram a ser implementadas.
- 1990 – De nova reunião, desta vez em Lisboa, resulta um novo Acordo Ortográfico da Língua Portuguesa, previsto para entrar em vigor em 1 de janeiro de 1994.
- 1998 – Na cidade da Praia, Cabo Verde, foi assinado um Protocolo Modificativo ao Acordo Ortográfico da Língua Portuguesa que retirou do texto original a data para a sua entrada em vigor.
- 2004 – Em São Tomé e Príncipe foi aprovado um Segundo Protocolo Modificativo ao Acordo Ortográfico prevendo que, em lugar da ratificação por todos os países, fosse suficiente que três membros ratificassem o Acordo Ortográfico de 1990 para que este entrasse em vigor nesses países.[9]
- 2009 – Entrada em vigor do Acordo Ortográfico no Brasil (1 de janeiro) e em Portugal (13 de maio), prevendo-se um período de transição durante o qual as normas anteriores ainda seriam aceites como oficialmente válidas.
- 2015 – O período de transição, findo o qual as normas do Acordo Ortográfico de 1990 serão as únicas oficialmente válidas, termina a: 13 de maio em Portugal,[10] 1 de outubro em Cabo Verde[11] e 31 de dezembro no Brasil.[12]

## Regras ortográficas
Existem duas ortografias oficiais da língua portuguesa: a do português brasileiro seguida no Brasil e a do português europeu seguida em Portugal e nos restantes países de expressão portuguesa.

### Consoantes mudas
O acordo ortográfico de 1990, vingente em Portugal, eliminou diversas consoantes mudas, grafando, por exemplo, as palavras óptica, óptimo, acto, actual ou eléctrico como ótica, ótimo, ato, atual e elétrico. A eliminação destas consoantes mudas é ainda um tema de polémica em Portugal [carece de fontes?], pois em certos casos as consoantes mudas indicavam a presença de vogais abertas, sendo agora ambíguo se serão abertas, mudas ou fechadas [carece de fontes?]. Exemplos são espectáculo, adoptar, afecto e acção, agora grafadas espetáculo, adotar, afeto e ação.
O acordo eliminou ainda as consoantes mudas do português europeu em palavras como recepção, concepção e respectivo, escritas em Portugal como receção, conceção e respetivo, mas cuja consoantes são ainda mantidas no português do Brasil. Em sentido contrário, o acordo não alterou a grafia de palavras como facto, secção e contacto cuja consoante não é muda em português europeu, mas que o é em português brasileiro onde se escreve fato, seção contato. Palavras como corrupção, captura ou pacto são grafadas de igual forma nos portugueses de Portugal e Brasil. Finalmente, palavras como aspecto/aspeto, jacto/jato ou infecção/infeção aceitam dupla grafia em português europeu, enquanto que apenas uma ou a outra é usada em português brasileiro.

### Acentuação
Subsistem, também, diferenças na acentuação de certas palavras (no Brasil, palavras como idôneo ou anônimo têm sílaba tónica fechada, enquanto que em Portugal e África são abertas, idóneo e anónimo).
- Os monossílabos tônicos terminados em a, e ou o, seguidos ou não de s, são acentuados.[13] Também são acentuados os monossílabos tônicos terminados nos ditongos abertos éu, éi e ói, seguidos ou não de s.
  - Exemplos: pá, vá, gás, Brás, cá, má, pé, fé, mês, três, crê, vê, lê, sê, nós, pôs, xô, nó, pó, só, céu, réu, réis.
- As palavras oxítonas ou agudas (quando a última sílaba é a sílaba tônica) com a mesma terminação dos monossílabos tônicos acentuados, com acréscimo de em e ens, são acentuadas.[13]
  - Exemplos: pará, vatapá, estás, irás, cajá, você, café, Urupês, jacarés, jiló, avó, avô, retrós, supôs, paletó, cipó, mocotó, alguém, vintém, também, refém, reféns, armazéns, parabéns, troféu, chapéus, pastéis, anéis, fiéis, papéis, constrói, heróis.
- As palavras paroxítonas ou graves (quando a penúltima sílaba é a sílaba tônica) que possuem terminação diferente das oxítonas acentuadas são acentuadas (l, r, n, x, i(s), u(s), um(ns), ã(s), ão(s), ons, ps, ditongos crescentes).[13]
  - Exemplos: táxi, beribéri, júri, lápis, grátis, bónus/bônus, vírus, álbum, álbuns, nêutron, prótons, incrível, útil, ágil, fácil, amável, éden, hífen, pólen, éter, mártir, caráter, revólver, destróier, tórax, ónix/ônix, fénix/fênix, bíceps, fórceps, ímã, órfã, ímãs, órfãs, bênção, órgão, órfãos, sótãos. São exceções as com prefixos como semi, anti, peri, super, hiper, inter, ciber, nuper.[14]
- As palavras proparoxítonas ou esdrúxulas (quando a antepenúltima sílaba é a sílaba tônica) são todas acentuadas. A vogal com timbre aberto é acentuada com um acento agudo, já a com timbre fechado ou nasal é acentuada com um acento circunflexo.[13]
  - Exemplos: lâmpada, relâmpago, Atlântico, trôpego, Júpiter, lúcido, ótimo, víssemos, flácido.
  - Observação: Palavras terminadas em encontro vocálico átono podem ser consideradas tanto paroxítonas quanto proparoxítonas, e devem ser todas acentuadas. Encontros vocálicos átonos no fim de palavras tanto podem ser entendidos como ditongos quanto como hiatos.
    - Exemplos: cárie, história, árduo, água, farmácia.[15]
- Hiatos: as letras i e u (seguidas ou não de s) quando em hiatos são acentuados desde que estas letras não sejam precedidas por ditongo em palavras paroxítonas e que estejam isoladas em uma sílaba (só o i ou só o u).
  - Exemplos: a-í, ba-la-ús-tre, e-go-ís-ta, fa-ís-ca, vi-ú-vo, he-ro-í-na, sa-í-da, sa-ú-de.
  - Observação: Não se acentuam as palavras oxítonas terminadas em i ou u, seguidos ou não do s, pois fogem à regra das oxítonas acentuadas. Palavras como baú, saí, Anhangabaú são acentuadas não por serem oxítonas, mas pelo i e u formarem sílabas sozinhos (hiato).
  - Não se acentuam hiatos que precedem as letras l, r, z, m, n, e o dígrafo nh. Exemplo rainha.

- Acento diferencial: após a reforma ortográfica, o acento diferencial foi quase totalmente eliminado da escrita, porém, obviamente, a pronúncia continua a mesma. Foi abolido nos grupos pára/para; pêra/pera; pêlo/pélo/pelo; pólo/polo; côa/coa; etc.
  - pôde (3.ª pessoa do pretérito perfeito do indicativo do verbo poder) de pode (3.ª pessoa do presente do indicativo do verbo poder);
  - pôr (verbo) de por (preposição);
  - têm (terceira pessoa do plural do verbo ter) de tem (terceira pessoa do singular do verbo ter);
  - derivados do verbo ter têm na terceira pessoa do singular um acento agudo (´), já a terceira pessoa do plural tem um acento circunflexo (^) mantém/mantêm;
  - vêm (terceira pessoa do plural do verbo vir) - vem (terceira pessoa do singular do verbo vir);
  - derivados do verbo vir têm na terceira pessoa do singular um acento agudo (´), já a terceira pessoa do plural tem um acento circunflexo (^) provém/provêm.
  - a (preposição) de à (preposição acentuada em locuções adverbiais, conjuntivas e prepositivas a fim de evitar ambiguidade).
    - Atenção: crase é um fenómeno, não um acento.

Casos em que o acento diferencial é opcional:
- - -ámos (primeira pessoa do plural do pretérito perfeito do indicativo) de -amos (primeira pessoa do plural do presente do indicativo);
  - fôrma (substantivo) de forma (substantivo e verbo);
  - demos (primeira pessoa do plural do perfeito do indicativo) de dêmos (primeira pessoa do plural do presente do conjuntivo).